# Kriegerdenkmal Bothfeld
Das Kriegerdenkmal Bothfeld ist ein denkmalgeschütztes Kriegerdenkmal in der Ortschaft Bothfeld im Ortsteil Röcken der Stadt Lützen in Sachsen-Anhalt. Im örtlichen Denkmalverzeichnis ist der Gedenkstein unter der Erfassungsnummer 094 14195 als Baudenkmal verzeichnet.
Bei dem Kriegerdenkmal von Bothfeld handelt es sich um eine Stele auf einem Stufensockel. Vier Säulen flankieren die Ecken der Stele. Darüber befindet sich ein dachartiger Aufsatz mit Walm. An der Vorderseite des Denkmales befindet sich ein Adler mit ausgebreiteten Flügeln als Relief. Zwei Gedenktafeln sind für die Gefallenen des Ersten Weltkriegs und des Zweiten Weltkriegs angebracht. Die Gedenktafel an der Vorderseite enthält die Inschrift FÜR HEIMAT UND VATERLAND STARBEN IM WELTKRIEGE 1914 - 1918 AUS BOTHFELD EUCH HELDEN DANK sowie die Namen der Gefallenen. Die zweite Denktafel befindet sich an der linken Seite der Stele und enthält die Inschrift DIE GEFALLENEN UND VERMISSTEN DES 2. WELTKRIEGES VON BOTHFELD auch hier stehen die Namen der Gefallenen.
Das Kriegerdenkmal befindet sich an der Hauptstraße von Bothfeld, direkt neben dem Feuerwehrhaus der Freiwilligen Feuerwehr. Das Denkmal ist von einer Hecke und einem Zaun eingefasst.

## Quelle
- Kriegerdenkmal Bothfeld, abgerufen am 11. September 2017.